# Charles-Marie Widor
Charles-Marie Jean Albert Widor, francoski skladatelj, orglar in pedagog, * 21. februar 1844, Lyon, Francija, † 12. marec 1937, Pariz. 
Najbolj je poznan po svoji Toccati iz Simfonije za orgle št. 5 (pogosto jo igrajo ob koncu poročnih slovesnosti).
Sprva se je glasbe učil pri svojem očetu, ki je bil tudi orglar. Charles-Marie je dobil svojo prvo pomembnejšo službo leta 1870 v pariški cerkvi Saint-Sulpice. Tu je bil orglar celih 67 let, vse do svoje smrti. Leta 1890 je od Cesarja Francka nasledil orglarsko profesorsko mesto na Pariškem glasbenem konservatoriju, kasneje pa je na tej ustanovi postal tudi profesor kompozicije. Njegova najslavnejša učenca sta bila skladatelja Darius Milhaud in Marcel Dupré. 
Widor je komponiral skladbe za najrazličnejše zasedbe, vendar se dandanes redbi izvajajo samo orgelska dela.